# Shangaan
Els shangaan o shangana (també vatsonga o vitsonga) són un grup ètnic del sud de Moçambique, de la província de Gaza i de la província de Maputo. Ocupen principalment terres al Limpopo i una part viuen al costat sud-africà on són anomenats tsonga.

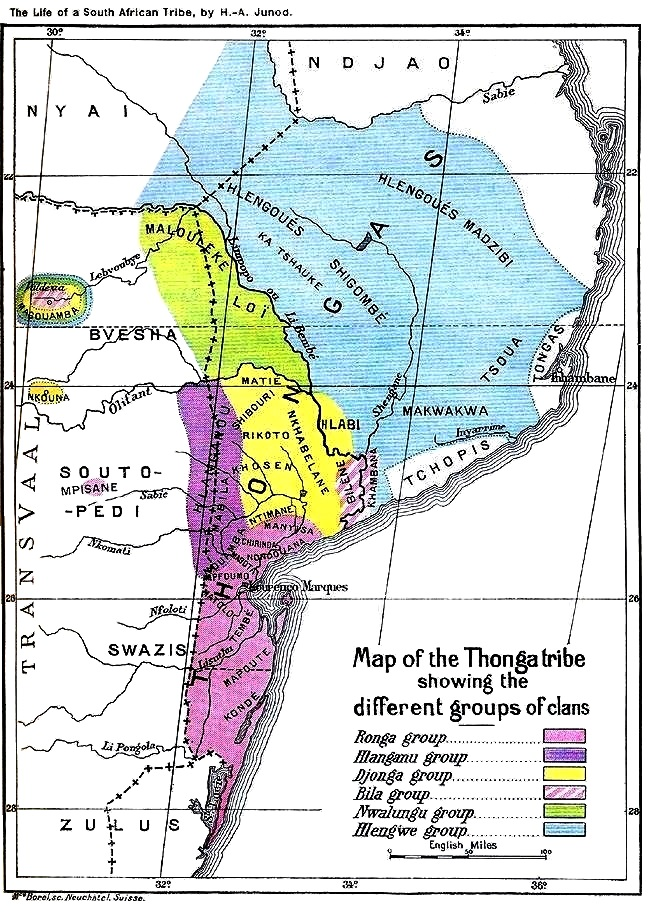
Mapa de les tribus shangaan

Els Shangaan parlen la llengua tsonga a més del portuguès o anglès. Són generalment cristians, però dividits en catòlics i protestants. El seu nom deriva del seu primer cap Soshangane.

## Història
Els shangaans van governar l'Imperi ngoni zulu creat per Soshangane (que va dominar als tsonga després anomenats mashangane o machangane i va anomenar els seus dominis com a Gaza pel seu avi, un guerrer swazi), i la capital del qual fou Mossurize a la moderna Zimbàbue (l'imperi de Gaza comprenia el sud-est de Zimbàbue, i la zona de Moçambique cap al riu Save, amb les províncies de Sofala, Manica, Inhambane, Gaza i Maputo, a més d'algunes zones de Sud-àfrica). Soshangane va traslladar la capital de Mossurize cap a la província de Gaza, i a la seva mort (1858) els seus fills Mawewe i Mawila o Mzila es van disputar el poder i el darrer va acabar triomfant el 1861 amb ajut portuguès. A la seva mort el va succeir (1884) el seu fill Gungunyana (o Ngungunhane) que va traslladar la capital més al sud a Manjakazi. El 1885 la Conferència de Berlín va repartir Àfrica i encara que Gunguyana (Ngungunhane), va provar de resistir, fou capturat pels portuguesos el 1895 i empresonat a Mandlakazi i després enviat a les Açores on va morir el 1906.
Durant l'apartheid a Sud-àfrica hi fou creat el bantustan tsonga de Gazankulu amb la part septentrional de la província de Transvaal (ara província de Limpopo i Mpumalanga) durant la dècada de 1960 i va obtenir l'autogovern en 1973. L'economia d'aquest bantustan depenia en gran manera de la mineria d'or i del petit sector manufacturer. Tanmateix, només hi vivien unes 500,000 persones, menys de la meitat de la població de Sud-àfrica. Molts altres vivien a ciutats i centres urbans d'arreu del país, especialment Johannesburg i Pretoria.